# Hydroptila sparsa
Hydroptila sparsa är en nattsländeart som beskrevs av Curtis 1834. Hydroptila sparsa ingår i släktet Hydroptila och familjen smånattsländor. Arten är reproducerande i Sverige. Inga underarter finns listade i Catalogue of Life.